# Mirdàsides
La dinastia mirdàsida, dels Banu Mirdàs (àrab: بنو مرداس, Banū Mirdās) o dels mirdàsides (àrab: المرداسيون, al-mirdāsiyyūn) fou una nissaga àrab kilabita que va governar Alep. Fou fundada per Sàlih ibn Mirdàs i va exercir el seu domini entre el 1024 i el 1080, després de la caiguda dels hamdànides, sovint sota un virtual protectorat de l'Imperi Romà d'Orient que els lliurava de la influència buwàyhida (per l'est) i fatimita (pel sud). Les fonts principals del seu regnat són l'historiador egipci al-Mussabbihí (mort el 1029), l'historiador egipci cristià Yahya ibn Said que va escriure fins al 1034, i l'historiador d'Alep Ibn al-Adim Kamal al-Din que va escriure molt sobre la dinastia tot i que va viure dos segles després (mort el 1262), ja que tres ancestres havien estat cadis d'Alep sota els Banu Mirdàs.

## Història
Els kilabites (Banu Kilab) de Síria eren una tribu dels Banu Kays (Qays Aylan) que van participar en el govern des del temps dels omeies. El 830 el califa abbàssida al-Mamun va designar un mawla dels kilabites com a cadi a Alep. El 939 el ikhxídida Muhammad ibn Tughdj va designar governador d'Alep al kilabita Abu l-Abbas Ahmad ibn Said al-Kilabi el que va atreure a Síria molts àrabs kilabites que vivien al Nedjd, i es van establir a Ma'arrat al-Numan i la seva regió que van dominar. L'emir ikhxídida va traslladar a Abu l-Abbas Ahmad al govern d'Antioquia de l'Orontes el 944 i va situar al seu germà Abu l-Fath Uthman ibn Said com a governador d'Alep. Diversos caps de clan kilabites es van molestar per aquesta preferència i van acollir a l'hamdànida Sayf al-Dawla, però Abu l-Fath Uthman es va posar del seu costat. Els Banu Kilab van combatre llavors al costat dels Banu Uqayl (uqàylides), els Banu Numayr (numairites) i els Banu Kalb (kalbites) a l'Iraq, en favor de l'emir hamdànida de Mossul i contra els ikhxídides. Associats a altres tribus d'origen kaysita van dominar l'estepa siriana entre Alep i l'Eufrates, Kinnasribn, Hamat fins a Homs, mentre altres tribus iemenites (com els kalbites) dominaven més al sud entre Rahba, Tadmur (Palmira), Homs i Damasc.
Els kilabites van estar influïts per la propaganda càrmata; tribus àrabs van envair diverses vegades el nord de Síria i especialment la regió de Ma'arrat al-Numan, Hamat i Salamiyya, però es van acabar integrant a la regió, dominant la tendència xiïta. L'emir Sayf al-Dawla va aconseguir rebutjar aquests atacs, va destruir els campaments dels beduïns i va cegar els pous i la major part de les tribus va haver de travessar l'Eufrates i es va establir a l'Djazira. Però els kilabites fusionats amb aquests beduïns van poder restar a Síria. Sayf al-Dawla es va dedicar llavors a defensar la Djazira occidental i Kinnasrin dels atacs romans d'Orient.
El 967 Sayf al-Dawla va morir poc després de donar un perdó general o aman als kilabites; els romans d'Orient van ocupar llavors Antioquia (969) mentre els fatimites van conquerir aquell mateix any Egipte i el 971 van fer incursions a la Síria del nord. Sad al-Dawla, fill de Sayf al-Dawla, va tenir un poder reduït, i els seus propis ghulams no sempre el van obeir, però la dinastia va subsistir. A canvi de l'ajut en diverses ocasions, els kilabites van rebre iktes (feus) de l'emir hamdànida. Altres vegades van estar al costat oposat com el 991 quan lluitaven al costat de Bakdjur contra Sad al-Dawla; de fet en la batalla entre els dos caps, prop d'Alep, hi havia kilabites als dos costats.

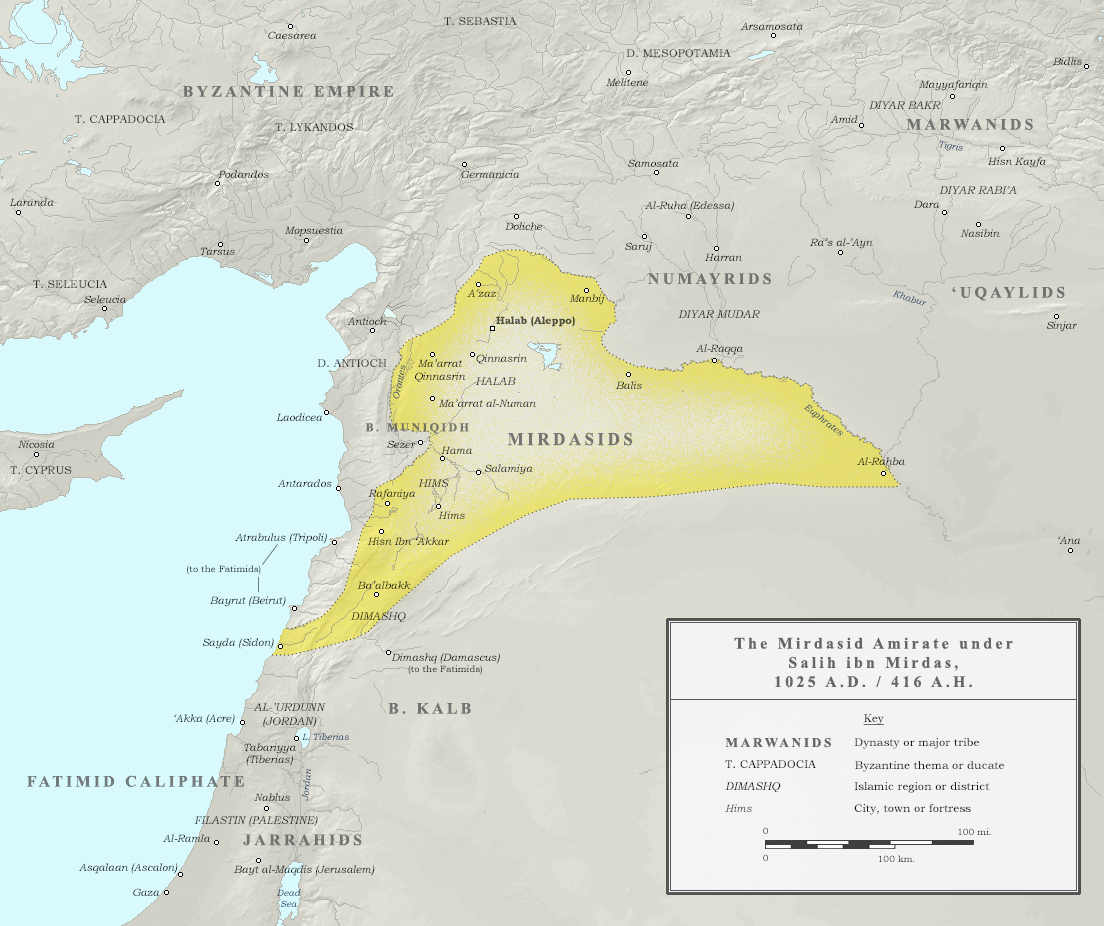
Dominis dels mirdàsides en el seu apogeu en 1025

El primer mirdàsida esmentat fou Sàlih ibn Mirdàs, que el 1008 era un dels caps kilabites de la regió. El 1024 el cadi d'Alep Salim ibn Mustafad, li va lliurar la ciutat que era fatimita, però la ciutadella va resistir algun temps més; es va apoderar de la Síria central amb Baalbek, i es va reunir amb els seus aliats kalbites (dirigits per Sinan ibn Ulayyan) i tayyites (manats per Hassan ibn al-Djarrah). Sàlih va prendre possessió d'Alep el setembre de 1027. El principat mirdàsida que es va crear s'estenia per Alep, Homs, Baalbek, Hisn Akkar i Sayda. Es va establir un govern regular similar al d'altres estats amb un visir (amb títol de sahib al-sayf wa-l-kalam kadi).
El 1028 Anushtigin al-Duzbari fou nomenat governador fatimita de Damasc i Síria i va decidir posar fi al control de les tribus àrabs a la Síria central. La batalla decisiva entre Anushtigin i Sàlih i els seus aliats es va lliurar a al-Ukhuwana a la riba est del llac Tiberíades el maig del 1029 i els àrabs foren derrotats completament; els Banu Djarrah van fugir; Sàlih ibn Mirdàs i el seu fill gran (de nom desconegut) van morir. El poder se'l van repartir els seus dos fills Xibl-ad-Dawla Nasr ibn Sàlih (que va governar a la ciutat d'Alep) i Muïzz-ad-Dawla Thimal ibn Sàlih (que va governar a la ciutadella). La Síria central (Hisn Akkar, Baalbek, Homs i Rafaniyya) fou abandonada i les forces kilabites es van concentrar al jund de Kinnasrin.
El catepà romà d'Orient d'Antioquia de l'Orontes va voler aprofitar la inexperiència dels dos germans per establir el seu protectorat i sense acceptar cap negociació i sense autorització expressa de l'emperador va atacar els kilabites però aquests el van derrotar greument a Kaybar (juliol de 1029). Quan l'emperador Romà III (coronat el novembre del 1028) es va assabentar de la derrota va agafar el comandament en persona i va marxar a la zona amb un fort exèrcit; els dos germans van intentar negociar però Romà III s'hi va negar i va comunicar només acceptava la rendició. Els kilabites van optar per lluitar i el combat es va lliurar a Azar o Azaz el juliol de 1030, en la qual els romans d'Orient foren completament derrotats tot la seva immensa superioritat en homes i material. El botí fou extraordinari. Romà III es va lliurar de caure presoner refugiant-se darrere els murs d'Antioquia (1030) des d'on va poder tornar a Constantinoble, i finalment els seus lloctinents Nicetes, Simeó i Teoctistes van poder restaurar la situació militar. Per aquest temps (la data exacta no està precisada) Nasr es va apoderar de la ciutadella aprofitant una absència del seu germà Thimal i va esdevenir emir únic.
L'abril o el maig del 1031, per temor a un atac de Thimal ibn Sàlih, Nasr va fer aliança amb els romans d'Orient. El tractat s'ha conservat i establia un protectorat romà d'Orient; Nasr hauria de pagar un tribut anual cinc-cents mil dirhams. Anushtigin al-Duzbari, governador fatimita de Damasc i Síria, no podia acceptar l'aliança entre mirdàsides i romans d'Orient i va fer diverses incursions al nord de Síria i va intentar aixecar diversos notables kilabites contra el poder dels mirdàsides; finalment, al no aconseguir res positiu, va fer una crida a la gihad o guerra santa. Nikita, catepà romà d'Orient d'Antioquia, va oferir negociacions però amb fermesa, mostrant que estava disposat també a la lluita. Nasr va témer llavors que seria sacrificat per un acord entre l'Imperi Romà d'Orient i el califat fatimita i va promoure una negociació entre els dos grans poders que van durar quatre anys. El 1034 Romà III va morir i el va succeir Miquel IV Paflagó que va recomanar a Sàlih reconèixer la sobirania fatimita. Finalment es va ajustar la treva el 1038. Els detalls de l'acord no s'han conservat. La situació general era que les tribus descendents dels Qays Aylan, dominaven la major part dels territoris excepte el Diyar Bakr en mans dels kurs marwànides: els Banu Numayr controlaven Haran i Edessa al nord-est dels kilabites d'Alep. Mossul i el sud-est del Diyar Bakr estava en mans de Kirwash ibn Mukallad dels Banu Uqayl i més al sud els Banu Asad dirigits pels Banu Mazyad (mazyàdides) que tenien per cap a Dubays ibn Alí que disputaven la zona als Banu Khafadja que dominaven encara més al sud a la riba occidental de l'Eufrates, vers Kufa.
El governador d'Homs, Djafar ibn Kulayd al-Kutami, es va negar a acceptar el domini mirdàsida sobre la seva regió que els fatimites volien cedir a Nasr, i va fer aliança amb Anushtegin que no podia acceptar la desestabilització que suposaria el control mirdàsida a Homs. Sense esperar autorització del Caire, Anushtegin i Djafar ibn Kulayd al-Kutami van avançar al nord cap a Tall Fas, prop de Latmin (maig del 1038) on van enfrontar a Nasr que va morir en la batalla; el seu germà Thimal ibn Sàlih, amb el qual s'havia reconciliat, va fugir cap a Alep junt amb Shabib ibn Waththab al-Numayri. Anushtegin va ocupar Alep el juny de 1038 i fou ben acollit pel poble, ja que encara que els mirdàsides ja no eren aliats a l'Imperi Romà d'Orient, eren vistos com a més propers als grecs, mentre Anushtegin era vist com clarament hostil.
Vers el 1040 els romans d'Orient van trencar la treva amb els fatimites i van aconseguir diversos èxits al nord de Síria. Els caps kilabites mirdàsides, Thimal i el su cosí Mukallad, van pagar tribut als romans d'Orient i finalment els van vendre la ciutat de Rakka. Però llavors la tensió entre el Caire i Anushtegin va esclatar sobtadament i el visir Abu-l-Qàssim Alí ibn Àhmad al-Jarjaraí va fer condemnar públicament al governador, que fou abandonat pel seu exèrcit i només li van quedar un grup de ghulams fidels, amb els quals es va haver de refugiar a Alep. El visir va demanar al mirdàsida Thimal d'atacar la ciutat però ja no va arribar a temps doncs Anushtegin va morir el gener del 1042 i després d'unes converses amb els caps de la ciutat el febrer Thimal i el seu cosí Mukallad entraven a la ciutat.
Tant el govern fatimita com l'emperadriu Teodora van reconèixer a Thimal com a emir d'Alep. Les relacions entre mirdàsides i fatimites es van començar a tensar a causa del fet que els sis-cents mil dinars d'Anushtegin que havien estat trobats a la ciutadella, només havien estat en part entregats al govern del Caire. El 1047/1047 la treva per deu anys entre romans d'Orient i fatimites es va renovar. El 1048 Alep fou atacada per Nasir al-Dawla Muhammad al-Hasan ibn Hamdan, governador de Damasc, aliat a Djafar ibn Kulayd al-Kutami d'Homs; l'exèrcit atacant era important però Thimal amb uns milers d'àrabs, va resistir i una crescuda del riu Kuwayk durant una nit va fer perdre als atacants el materials i les cadires de muntar de manera que es van haver de retirar cap a Damasc.
Una nova expedició fatimita en la qual no es van estalviar els mitjans, amb un cost de quatre-cents mil dinars i en la qual van participar trenta mil homes, sota la direcció del general i eunuc Rifk es va organitzar el 1050. Les forces mirdàsides es van concentrar a Alep. L'exèrcit fatimita estava poc coordinat i fou derrotat pels mirdàsides al Jabal Djawshin, prop d'Alep l'agost de 1050, mercès sobretot a la cavalleria àrab kilabita. El califa Abu-Tamim Muadh ibn adh-Dhàhir al-Mústansir bi-L·lah va reconèixer finalment el feu d'Alep als mirdàsides amb totes les terres de les que tenia el domini efectiu.
Del 1050 al 1057 Thimal va governar sense problemes. El 1056 va donar suport a al-Bassassirí que havia iniciat la lluita contra el sultà seljúcida Toghril Beg I i al que Thimal va lliurar Rahba. El 1057 alguns caps kilabites van tirar en cara a Thimal de tractar millors als numayrites que a ells mateixos. Thimal va decidir llavors demanar al califa bescanviar Alep per Gubayl (Biblos), Beirut i Akka, lluny de l'agitació tribal kilabita. El califa li va concedir i un governador fatimita es va instal·lar a la ciutat d'Alep mentre Thimal se n'anava al seu nou domini.
La mort d'al-Bassassirí (15 de gener de 1060) va tenir un efecte negatiu pel prestigi fatimita a Síria. Atiyya ibn Sàlih, germà de Thimal, va aprofitar per apoderar-se de Rahba on va trobar el tresor i l'armament que estava preparat per una expedició a l'Iraq. Mentre els kilabites es posaven a les ordes de Mahmud ibn Nasr ibn Sàlih i del seu cosí Mani ibn Mukallad ibn Kamil per intentar recuperar Alep. Un primer atac va fracassar, però després van aconseguir el suport dels ahdath de la ciutat (la infanteria local) i el juliol de 1060 la ciutat obria les portes a Mahmud; el governador fatimita es va fer fort a la ciutadella i va demanar ajut al Caire que va enviar al seu governador a Damasc, Nasir al-Dawla Abu Ali al-Husayn ibn Abi Muhammad al-Hasan que va entrar a la ciutat on fou acollit amb fredor. L'agost va enfrontar als kilabites a la rodalia de la ciutat i va patir una seriosa derrota a al-Funaydik; els seus aliats kalbites, tayyites i una fracció dels kilabites el van abandonar; en la retirada, sense aigua, fou fet presoner amb la major part dels seus oficials, pels kilabites i l'endemà Atiyya tornava a Alep on es proclamà emir, però només va governar 24 hores doncs els fidels de Mahmud es van imposar; deu dies després els darrers fatimites refugiats a la ciutadella, entregaven aquesta a Mahmud a canvi de sortida lliure.
Thimal era llavors al Caire quan se li va comunicar que el seu nebot Mahmud havia ocupat Alep i que per tant havia de retornar les viles costaneres que se li havien cedit. Thimal va decidir marxar a Alep però Mahmud va refusar de retornar-li la ciutat però després d'algunes acciones militars els xeics kilabites van imposar un acord: Thimal recuperava Alep, i Mahmud tindria dret a una compensació en diners i espècies. L'abril de 1061 Thimal va entrar altre cop a Alep. Atiyya, el germà de Thimal, s'havia fet independent a Rahba. Thimal va morir el desembre de 1062 i va designar al seu germà Atiyya com a successor.
Mahmud va protestar, ja que es considerava amb millor dret, i va aconseguir el suport dels xeics i notables kilabites. El juliol de 1063 va esclatar la lluita entre Atiyya i el seu nebot Mahmud, i durant un temps la sort va afavorir ara l'un ara l'altra i el 1064 es va establir una treva segons la qual Atiyya conservava Alep i els territoris a l'est del principat de Rahba a Kinnasrin i Azaz; els territoris a l'oest quedaven per Mahmud.
Atiyya descontent amb aquesta partició va contractar un miler d'arquers turcmans manats per Ibn Khan o Ibn Khakan, amb els que després es va barallar i es van posar al servei de Mahmud, i aquest va aconseguir una victòria a Mardj Dabik i després d'un setge de tres mesos va poder ocupar Alep l'agost del 1065. L'emirat va quedar de fet dividit en dues parts, una amb Alep, el jund de Kinnasrin i gran part del jund d'Homs, que dominava Mahmud, i una altra a l'est, cap a l'Eufrates, amb Rahba de capital, que va quedar per Atiyya. Aquesta divisió de fet no fou posada en qüestió després del 1065.
El 1068, durant un viatge d'Attiya a Homs o a Damasc l'emir uqàylida de Mossul Múslim ibn Qurayx es va apoderar de Rahba on Atiyya havia esdevingut impopular i es va tornar a llegir la khutba en nom del califa abbàssida (sota Atiyya es feia la khutba en nom del califa fatimita). Attiya es va refugiar a territori romà d'Orient. Mahmud va esdevenir vassall del sultà seljúcida la primavera del 1071 i li fou encarregada l'expulsió dels fatimites de la Síria central; amb el seu exèrcit de kilabites, reforçat pels turcmans, es va apoderar de Baalbek, i es disposava a marxar contra Damasc quan va saber que el seu oncle Atiyya havia sortit d'Antioquia de l'Orontes i atacaba Ma'arrat Masrin, al sud-oest d'Alep. Mahmud va retornar a la seva capital i va reunir contingents turcmans per fer front a una imminent acció romana d'Orient, que va quedar en no res després de la gran victòria d'Alp Arslan en la batalla de Mantziciert, l'agost del 1071. Atiyya es va retirar amb els romans d'Orient i poc després moria a Constantinoble i Mahmud recuperava Rahba als uqàylides el 1073.
En els seus darrers anys Mahmud va esdevenir estrany i avar; es va mostrar cruel amb el seu entorn. A finals del 1074 va conquerir als romans d'Orient la fortalesa de Sinn. Mahmud va morir a Alep el 1075. Va designar successor al seu fill segon Shabib ibn Mahmud però el fill gran, Nasr ibn Mahmud, que era descendent dels buwàyhides per part de mare, va ser qui va obtenir el reconeixement dels xeics i notables i fou proclamat emir.
El seu exèrcit manat per Ahmad Shah, va reconquerir Manbij, que havia passat als romans d'Orient el 1068, però que havien hagut de cedir als seljúcides després de la derrota de Mantzikert el 1071. Gairebé al mateix temps l'amir turc de Damasc, Atsiz ibn Uvak al-Malik al-Muazzam, va atacar territori mirdàsida i va devastar la vall mitjana de l'Orontes instal·lant com amir a Rafaniyya al seu germà Djawali (o Čavli). En el contratac d'Ahmad Shah aquest fou rebutjat davant Rafaniyya, però en un segon intent va aconseguir expulsar a Djawali cap a Damasc. El 1076, en un moment que estava borratxo, Nasr ibn Mahmud va fer empresonar a Ahmad Shah i va acantonar les seves tropes turques a l'Hadir d'Alep; un arquer turc finalment va matar l'emir. El kinanita Sadid-al-Mulk Alí ibn Muqàl·lad ibn Múnqidh dels Banu Múnqidh, que estava refugiat a Trípoli del Líban, va retornar a Alep on gaudia de gran influència, i va fer reconèixer com emir a Sàbiq ibn Mahmud, el segon fill de Mahmud ibn Nasr i germà de Nasr ibn Mahmud.
Però els kilabites de les terres planes de la rodalia van proclamar emir a un germà, Waththab ibn Mahmud el qual fou reconegut per Shabib ibn Mahmud (que era el més petit dels quatre fills de Mahmud i havia estat apartat del poder el 1075) i per un cosí de nom Mubarak ibn Shibl. Waththab fou proclamat a Kinnasrin. Ahmad Shah, amb un miler d'homes, i unit a un contingent aliat de turcmans manats per Muhammad ibn Dumladj, no va tardar a derrotar Waththab i els seus seguidors tot i que disposaven de seixanta mil homes. Després de la batalla Ahmad Shah va fer un enorme botí. Mubarak ibn Shibl i un altre notable, Hamid ibn Zughayb van anar a la cort del sultà seljúcida Malik Shah I per queixar-se de Sàbiq (1077). El sultà els va donar uns feus (ikta) a Síria i va donar el govern general d'aquest territori al seu germà Tadj al-Dawla Tútuix I. Aquest va marxar a la zona acompanyat de diversos amirs turcs: Afshin ibn Bakdji, Sanduk al-Turki, Muhammad ibn Dumladj, Ibn Tutu i Ibn Burayk.
El 1077 el turc Muhammad ibn Dumladj va fer presoner inesperadament a Ahmad Shah. El turc només el va entregar a Sàbiq a canvi d'un rescat de deu mil dinars i 20 cavalls. El maig de 1079 el sultà Malik Shah I va ordenar a l'emir uqàylida de Mossul, Múslim ibn Qurayx que es reunís amb les forces dels kilabites (Mubarak ibn Shibl i Hamid ibn Zughayb) i de Tútuix per assetjar junts Alep. En la lluita Ahmad Shah va resultar mort. Múslim ibn Qirwaix tenia certs sentiments afectius per Sàbiq i pensava que els kilabites havien fet malament de cridar els seljúcides; quan fou autoritzar a abandonar el setge va afavorir els alepins i va incitar a les tribus àrabs a lluitar contra els turcmans sense comprometés directament. Tútuix va quedar en una posició difícil a la rodalia d'Alep i va aixecar el setge retirant-se cap a l'Eufrates i el Diyar Bakr per passar l'hivern (1079-1080), però a la primavera del 1080 va reprendre l'atac a Alep i es va dirigir cap a la ciutat; primer va conquerir Manbij, atacant també diversos castells dels kilabites, destacant el d'Azaz; llavors Tútuix va fer una marxa forçada cap a Alep per sorprendre la ciutat, però fou derrotat prop de les muralles i el seljúcida va abandonar Síria del nord i es va dirigir a Damasc que Atsiz ibn Uvak li va entregar respectuosament. Tútuix va donar el comandament de la part principal del seu exèrcit al amir turc Afshin que es va dirigir al nord saquejant, robant, incendiant i violant massiva-ment durant més de dues setmanes; Tútuix va rebre notícies del que passava però no ho va poder evitar; la fam s'havia generalitzat i el gra es venia a un dinar per cada sis ratls (1 kilo = 3 ratls) i es van donar casos d'antropofàgia; milers de refugiats es van dirigir a la Jazira sota domini uqàylida.
El març de 1080 Múslim ibn Qurayx (o Qirwaix), informat del que passava, va considerar que era un bon moment per intervenir. Sàbiq li havia escrit una carta en la qual li proposava lliurar-li Alep. Múslim, amb un comboi de queviures, va marxar a Balis i després a Alep, però llavors Sàbiq es va fer enrere; però amb el suport dels ahdath (infanteria alepina) i de la població famèlica va poder entrar sense combat (maig de 1080). L'escassetat era tan gran a Alep que Múslim va decidir abandonar la ciutat, però Ibn Múnqidh el va convèncer de restar-hi. Sàbiq s'havia fet fort a la ciutadella però els seus germans Xabib i Watthab van convèncer a la guarnició d'aquesta de rendir-se i entregar a l'emir. Xabib es va fer amo de la ciutadella on hi havia poca aigua. Llavors es van iniciar negociacions amb Múslim amb la mediació de Sadid-al-Mulk Alí ibn Muqàl·lad ibn Múnqidh. Múslim va acceptar casar-se amb Mania, filla de Mahmud ibn Nasr i germana de Sàbiq, Xabib, Watthab i Nasr ibn Mahmud. Xabib i Watthab rebrien feus a la regió d'Azaz i Sàbiq un feu a Rahba. Els tres germans van marxar als seus feus i Múslim va assolir el poder.

## Senyors locals
Sàbiq i els seus germans van tenir un paper de senyors locals del nord de Síria i encara que primer foren aliats de Múslim, després van cooperar amb els seus enemics. El 1098, a l'arribada dels croats, encara s'esmenta a Waththab ibn Mahmud al front d'un contingent de kilabites que va intentar oposar-se al seu avanç.

## Llista d'emirs
- Sàlih ibn Mirdàs 1024-1029
- Nasr ibn Sàlih Xibl-ad-Dawla 1029-1038
- als fatimites 1038-1042
- Thimal ibn Sàlih Muïzz-ad-Dawla 1042-1057
- als fatimites 1057-1060
- Mahmud ibn Nasr Raixid-ad-Dawla 1060-1061
- Thimal ibn Sàlih Muïzz-ad-Dawla 1061-1062 (segona vegada)
- Atiyya ibn Sàlih 1062-1065 (es va mantenir a Rahba fins al 1069)
- Mahmud ibn Nasr Raixid-ad-Dawla 1065-1075 (segona vegada)
- Nasr ibn Mahmud Jalal-ad-Dawla 1075-1076
- Sàbiq ibn Mahmud 1076-1080